# Cantone di Pélissanne
Il Cantone di Pélissanne è una divisione amministrativa degli arrondissement di Aix-en-Provence e Arles.
A seguito della riforma approvata con decreto del 18 febbraio 2014, che ha avuto attuazione dopo le elezioni dipartimentali del 2015, è passato da 9 a 13 comuni.

## Composizione
I nove comuni che ne facevano parte, prima della riforma del 2014, erano:
- Aurons
- La Barben
- Cornillon-Confoux
- Coudoux
- La Fare-les-Oliviers
- Lançon-Provence
- Pélissanne
- Velaux
- Ventabren

Dal 2015 i comuni appartenenti al cantone sono i seguenti 13:
- Alleins
- Aurons
- La Barben
- Charleval
- Éguilles
- Lambesc
- Mallemort
- Pélissanne
- Rognes
- La Roque-d'Anthéron
- Saint-Cannat
- Saint-Estève-Janson
- Vernègues